# Тачікадзе (1921)
Тачікадзе (Tachikaze, яп. 太刀風) — ескадрений міноносець Імперського флоту Японії, який узяв участь у Другій світовій війні.
Корабель, який став десятим (за датою закладання) серед есмінців типу «Мінекадзе», спорудили у 1921 році на корабельні ВМФ у Майдзуру.
На момент вступу Японії у Другу світову війну Тачікадзе належав до 34-ї дивізії ескадрених міноносців.
7 грудня 1941-го есмінець вийшов з Такао (наразі Гаосюн на Тайвані) в межах операції для заволодіння островами Бабуян у Лусонській протоці (тут збирались облаштувати передові авіабази для підтримки вторгнення головних сил). 8 грудня, в перший же день бойових дій (Перл-Гарбор та Філіппіни розташовані по різні сторони лінії зміни дат, тому за місцевим часом на останніх вже настало 8 число), Тачікадзе висадив взвод морських піхотинців ВМБ Йокосука на острів Калаян, які зайняли його не зустрівши спротиву. 10 грудня Тачікадзе разом з патрульним кораблем PB-1 супроводжував переобладнаний гідроавіаносець «Санукі-Мару» до острова Камігуін. Висаджені тут два взводи морських піхотинців ВМБ Сасебо успішно захопили острів, проте спроба облаштувати базу гідроавіації завершилась провалом — усналідок сильного хвилювання на морі виявились втрачені всі 6 спущених на воду гідропланів.
Тачікадзе був залучений у операції в Лусонській протоці до 15 грудня, при цьому він також перебував у готовності до порятунку льотчиків, які можуть бути збиті під час перших нальотів на Філіппіни.
З 20 грудня 1941-го до 4 січня 1942-го есмінець брав участь у ескортуванні суден в межах операції вторгнення на Філіппіни (18 грудня з різних тайванських портів вирушили три десантні загони, які доправили основні сили до затоки Лінгайєн).
10–15 січня 1942-го Тачікадзе прослідував у охороні конвою з Такао до Давао на південному узбережжі філіппінського острова Мінданао (японський десант з Палау висадився тут ще у грудні), після чого кілька тижнів ніс патрульну та ескортну службу в районі Давао.
3–15 лютого 1942-го есмінець охороняв конвой, який пройшов з Давао до Балікпапану (центр нафтової промисловості на острові Борнео, захоплений японцями ще 23 січня) та назад.
З 27 лютого Тачікадзе ніс патрульну та ескортну службу в районі затоки Старінг-Бей (південно-східний півострів острова Целебес). Саме тут певний час базувались головні сили японського флоту, включно з ударним авіаносним з'єднанням, у межах операції для заволодіння островом Ява. Авіаносці адмірала Нагумо остаточно полишили Старінг-Бей лише наприкінці 26 березня (що стало початком рейду до Індійського океану), проте Тачікадзе відбув звідси ще 16 березня у супроводі конвою, який пройшов через Голо (архіпелаг Сулу) та 26 березня досягнув Сінгапуру.
1 квітня 1942-го есмінець полишив Сінгапур із завданням сприяти проведенню операцій на Північній Суматрі та Андаманських островах (останні захопили ще 23 березня).
15–26 квітня 1942-го Тачікадзе, виконуючи на своєму шляху ескортні функції, прослідував з Сінгапуру через Такао до Майдзуру, де став на ремонт. Втім, останній тривав недовго і вже 20—31 травня корабель перейшов з Куре до атола Вотьє на Маршаллових островах. 14—23 липня есмінець супроводив конвой з атола Джалуїт (так само Маршаллові острови) до Рабаулу — головної передової бази японців у архіпелазі Бісмарка, з якої провадились операції на Соломонових островах та сході Нової Гвінеї. Після цього він повернувся на схід Мікронезії.
7 серпня 1942-го союзники висадились на сході Соломонових островів, що започаткувало шестимісячну битву за Гуадалканал і змусило японське командування спрямовувати в регіон підкріплення та матеріальні запаси. Як наслідок, 12—16 серпня Тачікадзе пройшов з Джалуїту до Рабаулу і вже 17 серпня узявся за супроводження конвою, який попрямував на Маршаллові острови (до атола Малоелап) та повернувся звідти в Рабаул 28 числа.
2—8 серпня Тічікадзе пройшов до Труку (атол у центральній частині Каролінських островів, де ще до війни японці створили потужну базу ВМФ), а потім звідти на захід Соломонових островів до якірної стоянки Шортленд — прикритої групою невеликих островів Шортленд акваторії біля південного завершення острова Бугенвіль, де зазвичай відстоювались легкі бойові кораблі та перевалювались вантажі для подальшої відправки далі на схід. З 9 по 19 вересня есмінець ніс патрульно-ескортну службу в районі між Шортлендом, Букою (порт на однойменному острові біля північного узбережжя Бугенвіля) та Рабаулом.
У останній декаді вересня 1942-го Тачікадзе перейшов до Кавієнгу (друга за значенням японська база в архіпелазі Бісмарка, розташована на північному завершенні острова Нова Ірландія). Тут він передусім мав зустріти ескортний авіаносець «Тайо», який доправляв літаки з Філіппін. Втім, 28 вересня вже після виходу з Труку у напрямку архіпелагу Бісмарка «Тайо» отримав влучання торпедою з підводного човна та був змушений вирушити на ремонт. Що стосується Тачікадзе, то він майже до кінця року ніс патрульно-ескортну службу в районі між Кавієнгом та Рабаулом (можливо відзначити, що у регіон продовжували прибувати численні конвої та судна, зокрема, в межах операції Військові перевезення № 8).
27 грудня 1942-го на Рабаул здійснили атаку ворожі літаки, яким вдалось потопити транспорти Італі-Мару та Цуругісан-Мару. Тоді ж дістав пошкодження внаслідок прямого влучання бомби та близьких розривів і Тачікадзе, загинув командир корабля. До 13 січня 1943-го есмінець проходив аварійні відновлювальні роботи на місці за допомогою ремонтного судна Ямабіко-Мару, а 16 січня полишив Рабаул та попрямував до Японії. На першій ділянці маршруту до Труку Тачікадзе ескортував есмінець «Судзукадзе», який вів на буксирі ще один корабель цього ж класу «Удзукі» (25 грудня 1942-го при рейсі на Соломонові острови отримав важкі пошкодження унаслідок зіткнення з торпедованим транспортом). 29 січня Тачікадзе прибув до Японії, де став на ремонт у Майдзуру.
18 березня 1943-го Тачікадзе повернувся до Рабаулу (на шляху сюди він також заходив на Сайпан та Трук), де спершу був залучений для підтримки операцій на Новій Гвінеї. 28 березня та 3 квітня есмінець виконав два транспортні рейси до півострова Сурумі (центральна частина південного узбережжя Нової Британії), де японці мали резервний аеродром у Гасматі, призначений для забезпечення аварійних посадок літаків, які здійснювали операції на Новій Гвінеї.
З 6 по 17 квітня Тачікадзе ніс патрульно-ескортну службу на комунікації між Рабаулом та Веваком (можливо відзначити, що це відбувалось вже після розгрому японського конвою в битві у морі Бісмарка, коли рух транспортних суден через південну частину цієї акваторії став неможливим). При цьому 15 квітня у Веваку есмінець отримав пошкодження від авіанальоту та після повернення у Рабаул до 26 квітня проходив ремонт за допомогою все того ж Ямабіко-Мару. 28 квітня — 3 травня Тачікадзе прослідував на Трук (виконуючи одночасно ескортну функцію), а 5—12 травня здійснив перехід через Сайпан до Японії, де удруге за кілька місяців став на ремонт в Майдзуру.
Лише 1 вересня 1943-го есмінець вирушив до району активних бойових дій. Спершу він прибув на Сайпан, звідки 6—11 вересня здійснив перехід до Рабаулу, охороняючи при цьому авіатранспорт «Нагоя-Мару». 15 вересня Тачікадзе повів розпочав конвойну місію на Труку, а 21 –  26 вересня повернувся назад з конвоєм № 1212.
1 жовтня 1943-го "Тачікадзе" здійснив транспортний рейс до Буки (порт на однойменному острові біля північного узбережжя значно більшого острова Бугенвіль). 12 жовтня він отримав незначні пошкодження під час авіанальоту на Рабаул (можливо відзначити, що саме в цей день союзне командування почало авіаційний наступ проти цієї бази).
З 16 жовтня по 1 листопада 1943-го Тачікадзе ескортував конвой між Рабаулом і Палау (важливий транспортний хаб на заході Каролінських островів), при цьому перехід тривав так довго через атаку підводного човна на судно "Гошу-Мару", яке отримало важкі пошкодження та майже втратило хід. 5—10 листопада Тачікадзе супроводжував конвой № 8505 з Палау на Трук, після чого узявся за патрульно-ескортну службу в районі останнього, а у кінці місяця пройшов однотижневий доковий ремонт.
10—16 грудня 1943-го Тачікадзе супроводжував конвой №1103 До Рабаулу. 22 грудня він виконав транспортний рейс до Кавуву (Гавуву) на мисі Хоскінс (північне узбережжя Нової Британії). Японці мали тут аеродром і наприкінці грудня есмінці доставили сюди підкріплення та предмети матеріального забезпечення (можливо відзначити, що це підсилення гарнізону збіглося з початком кампанії союзників на Новій Британії — 26 грудня американці висадилися на західному завершенні острова на мисі Глочестер).
23—25 грудня 1943-го Тачікадзе виконував ескортування до Труку, а з 30 грудня 1943-го по 10 січня 1944-го супроводив конвої з Труку на Палау та назад. 12—14 січня есмінець конвоював судно Нагано-Мару, яке здійснило круговий рейс до атола Сатаван (острови Мортлок за дві з половиною сотні кілометрів на південний схід від Труку).
22—28 січня Тачікадзе проводив конвой №1122 до Рабаулу, а невдовзі вирушив з іншим конвоєм назад. Вже на підході до пункту призначення, лише за кілька кілометрів від південного проходу до лагуни Труку, Тачікадзе сів на риф атола Куоп (Неоч), при цьому спроби зняти корабель звідти не мали успіху. Станом на 17 лютого 1944-го Тачікадзе все ще перебував на рифах, коли Трук уперше за війну став ціллю для потужного авіаудару (операція «Хейлстоун»). Тачікадзе був уражений авіаційною торпедою та затонув, загинуло 67 членів екіпажу.